# Escut de Fiji
L'escut de Fiji fou concedit segons la carta patent reial del 4 de juliol de 1908, en temps de la dominació britànica, i es va conservar sense variacions després de la independència de l'estat el 1970. Apareixia també a l'antiga bandera colonial i a la bandera actual hi continua apareixent la part central, és a dir l'escut heràldic pròpiament dit, sense el timbre, els suports ni la cinta inferior.
Es tracta d'un escut d'argent quarterat amb una creu plena de gules. Al primer quarter presenta tres canyes de sucre arrencades; al segon, un cocoter també arrencat; al tercer, un colom volant amb una branca d'olivera al bec; i al quart, un manat de bananes, tot al natural. El cap de l'escut, de gules, presenta un lleopard d'or que sosté entre les potes davanteres una nou de cacau.
Timbra l'escut un borlet d'argent i de gules sobremuntat d'una canoa fijiana de vela al natural. Com a suports de l'escut, dos nadius fijians al natural, un a cada banda, vestits cadascun amb un tupu sulu, la faldilla tradicional d'escorça de móra. El de la destra, que mira endavant, aguanta una llança, mentre que el de la sinistra, posat de perfil, porta una maça de pinya. Sota l'escut, una cinta d'argent amb el lema nacional en fijià: Rerevaka na Kalou ka doka na Tui ('Tem Déu i honora la Reina').
L'escut, doncs, presenta elements locals com les espècies vegetals autòctones, la canoa o les figures de suport, juntament amb senyals que són herència del passat colonial, com la creu de Sant Jordi i el lleó, un dels tres que componen l'escut d'Anglaterra. El colom de l'escut era el senyal característic de l'ensenya reial de Cakobau, el primer monarca de Fiji.